# Acetaldehid dehidrogenază

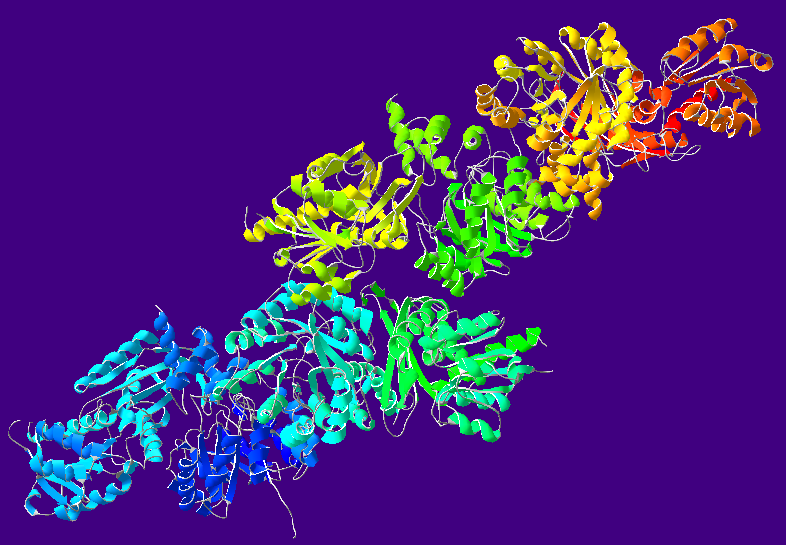
Structura acetaldehid dehidrogenazei de Pseudomonas sp.

Acetaldehid dehidrogenazele (EC 1.2.1.10) sunt o clasă de enzime din clasa dehidrogenazelor (oxidoreductaze) care catalizează reacția de oxidare a acetaldehidei la acid acetic (sub formă de acetat).
Reacția chimică poate fi reprezentată:
Acetaldehidă + NAD+ + coenzima A ↔ acetil-CoA + NADH + H+